# Adolf von Schwarzenberg
El comte Adolf von Schwarzenberg (1547 - 29 de juliol de 1600) va ser un general de renom del Sacre Imperi Romanogermànic l'espasa del qual, juntament amb la del seu descendent el príncep Carles Felip, es conserva en l'arsenal de Viena. Es va distingir sobretot en les guerres a la frontera de l'est contra els turcs. Va ser assassinat en un motí dels soldats del Papa a Hongria el 1600.